# Omphalucha hirta
Omphalucha hirta là một loài bướm đêm trong họ Geometridae.